# Jesús Renau i Manén
Jesús Renau i Manén (Barcelona, 3 de gener de 1934 - 16 de desembre de 2023) fou un jesuïta català.
Era llicenciat en filosofia (1958) i en teologia (1964). El 7 de setembre de 1950, quan tenia 16 anys, va entrar al noviciat de la Companyia de Jesús; i als 19 en féu els vots. Fou ordenat sacerdot el 28 de juliol de 1963. Entre 1977 i 1983 fou el director del Col·legi del Sagrat Cor-Casp de Barcelona. I entre 1995 i 2001 exercí de provincial de Catalunya de la Companyia de Jesús. Entre altres responsabilitats també va coordinar la pastoral dels jesuïtes d’Espanya, va esdevenir superior de la comunitat dels jesuïtes al carrer Casp, consiliari del Casal Loiola  i col·laborador de l'entitat Cristianisme i Justícia. Els darrers anys va ser director espiritual del Seminari Interdiocesà acompanyant els seminaristes catalans i professor de Teologia Espiritual de l'ISCREB.